# 網野銚子山古墳
網野銚子山古墳（あみのちょうしやまこふん）は、京都府京丹後市網野町網野にある古墳。形状は前方後円墳。国の史跡に指定されている。
日本海側および京都府では最大規模の古墳で、4世紀末-5世紀初頭（古墳時代中期）頃の築造と推定される。
神明山古墳（京丹後市丹後町宮）・蛭子山古墳（与謝郡与謝野町加悦・明石）と合わせて「日本海三大古墳」と総称される。

## 概要
京都府北部、丹後半島を流れる福田川河口付近の丘陵上に築造された巨大前方後円墳である。丘陵上では林遺跡・三宅遺跡・大将軍遺跡という弥生時代・古墳時代の遺跡の分布も知られる。古墳域では、主に前方部側で墓地化・開墾による改変が加えられている。古くは江戸時代中期の文献に「亭子山」として記載が見えるほか、現在までに数次の調査が実施されている。
墳形は前方後円形で、前方部を北北東方向に向ける。墳丘は3段築成。墳丘長は201メートルを測り、神明山古墳（190メートル）とともに日本海側では最大級の規模になる。墳丘外表では葺石・円筒埴輪列（推計2,000本）が検出され、埴輪のうちでは丹後型円筒埴輪が認められる。また墳丘周囲には東・南・西側の三方に周濠が巡らされるほか（周濠は完周しない）、隣接して陪塚2基（小銚子古墳・寛平法皇陵古墳）の築造も認められている。
築造時期は、古墳時代中期の4世紀末-5世紀初頭（または4世紀後半）頃と推定される。日本海三大古墳のうちでは、蛭子山1号墳（4世紀中葉、145メートル）に続き、神明山古墳（4世紀末-5世紀初頭）に先立つ2番目の築造と想定される。網野銚子山古墳・神明山古墳は、それぞれ浅茂川湖・竹野湖という古代の潟湖（ラグーン）に対して葺石で覆われた墳丘の横面を見せる形式をとっており、当時の丹後地方がこれら潟湖を港として日本海交易を展開した様子が指摘される。
古墳域は、1922年（大正11年）に小銚子古墳・寛平法皇陵古墳と合わせて「銚子山古墳 第一、二古墳」として国の史跡に指定されている。

## 遺跡歴
- 宝暦13年（1763年）の『丹後州宮津府志』に「寛平法皇陵」の記述[4]。
- 宝暦13年-天保年間（1763-1830年）の『丹哥府志』に「寛平法皇陵」や「亭子山」の記述[4]。
- 1918年（大正7年）、梅原末治による調査[4]。
- 1922年（大正11年）3月8日、「銚子山古墳 第一、二古墳」として国の史跡に指定[12]。
- 1965-1966年（昭和40-41年）、測量調査（同志社大学考古学研究会）[4]。
- 1985-1986年度（昭和60-61年度）、範囲確認調査（旧網野町教育委員会）[4]。
- 2007-2009年度（平成19-21年度）、範囲確認調査（京丹後市教育委員会）[4]。
- 2011年（平成23年）9月21日、史跡範囲の追加指定[12]。
- 2015-2018年度（平成27-30年度）、史跡整備に先立つ発掘調査（京丹後市教育委員会）[13][14][8]。

## 墳丘

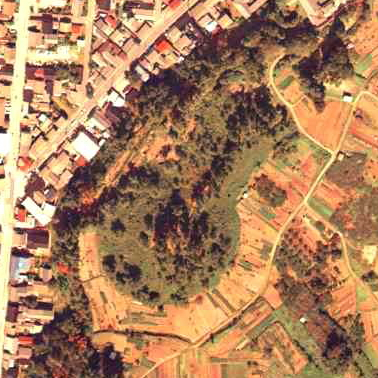
網野銚子山古墳の空中写真。
ステレオ写真はこちら

墳丘の規模は次の通り。
- 墳丘長：198メートル - 2017年調査により201メートルと推定修正される[8]。
- 後円部 - 3段築成。
  - 直径：115メートル
  - 高さ：16メートル
- 前方部 - 3段築成。
  - 幅：80メートル
  - 高さ：10メートル

墳形については佐紀陵山古墳（奈良県奈良市、伝日葉酢媛命陵）と同形とする説がある。

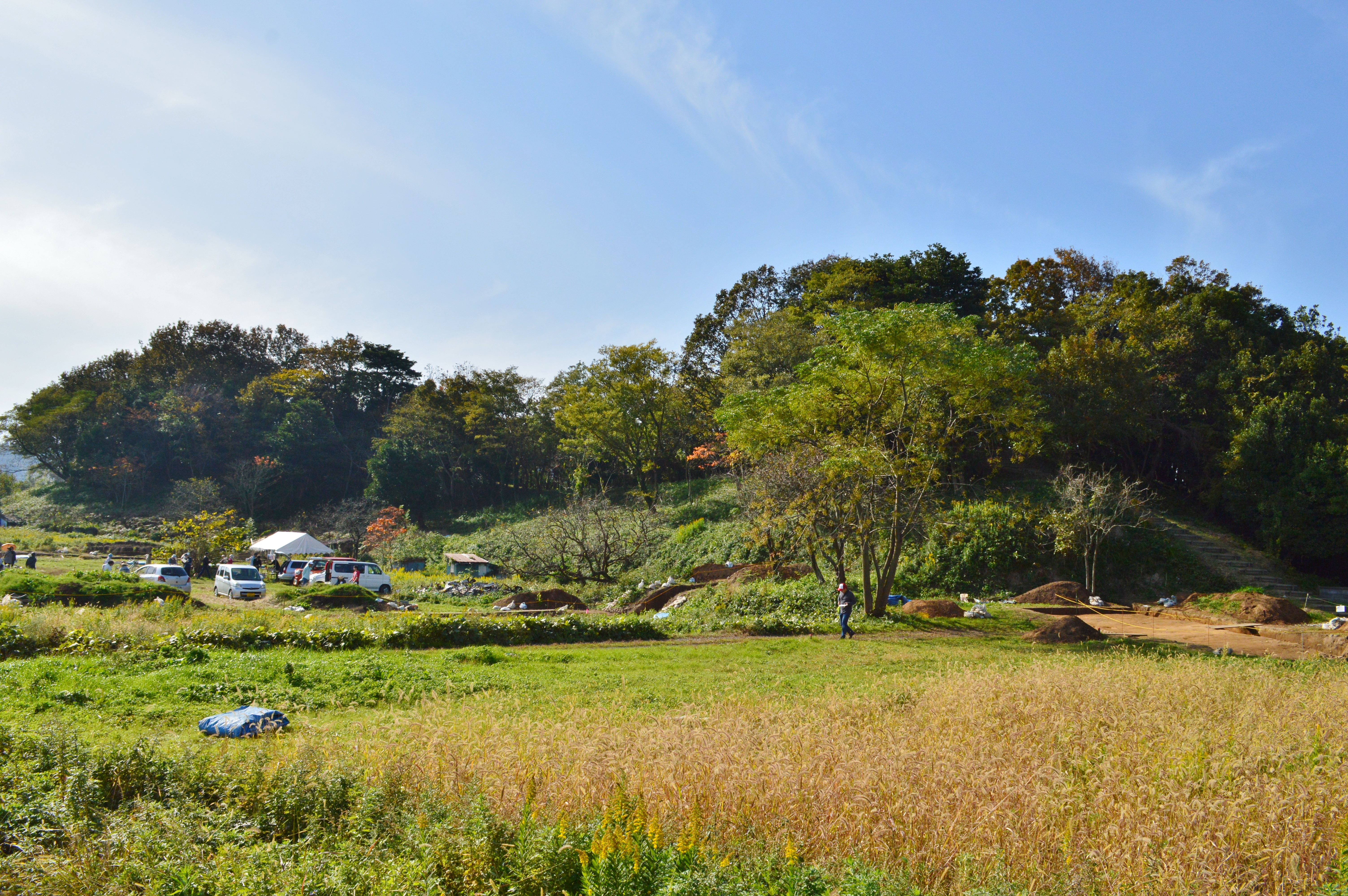
墳丘 右に前方部、左奥に後円部。
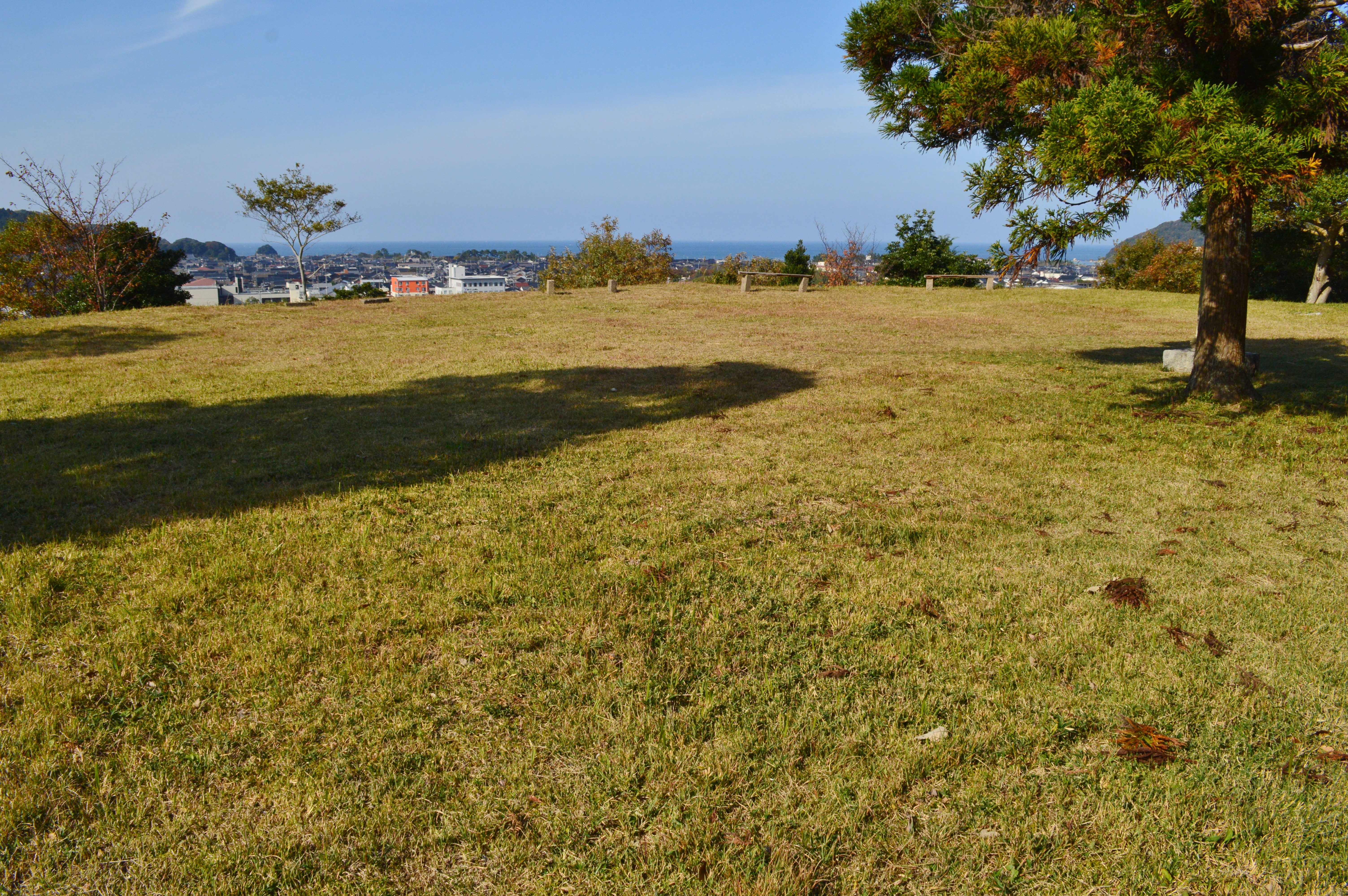
後円部墳頂 背景は日本海。
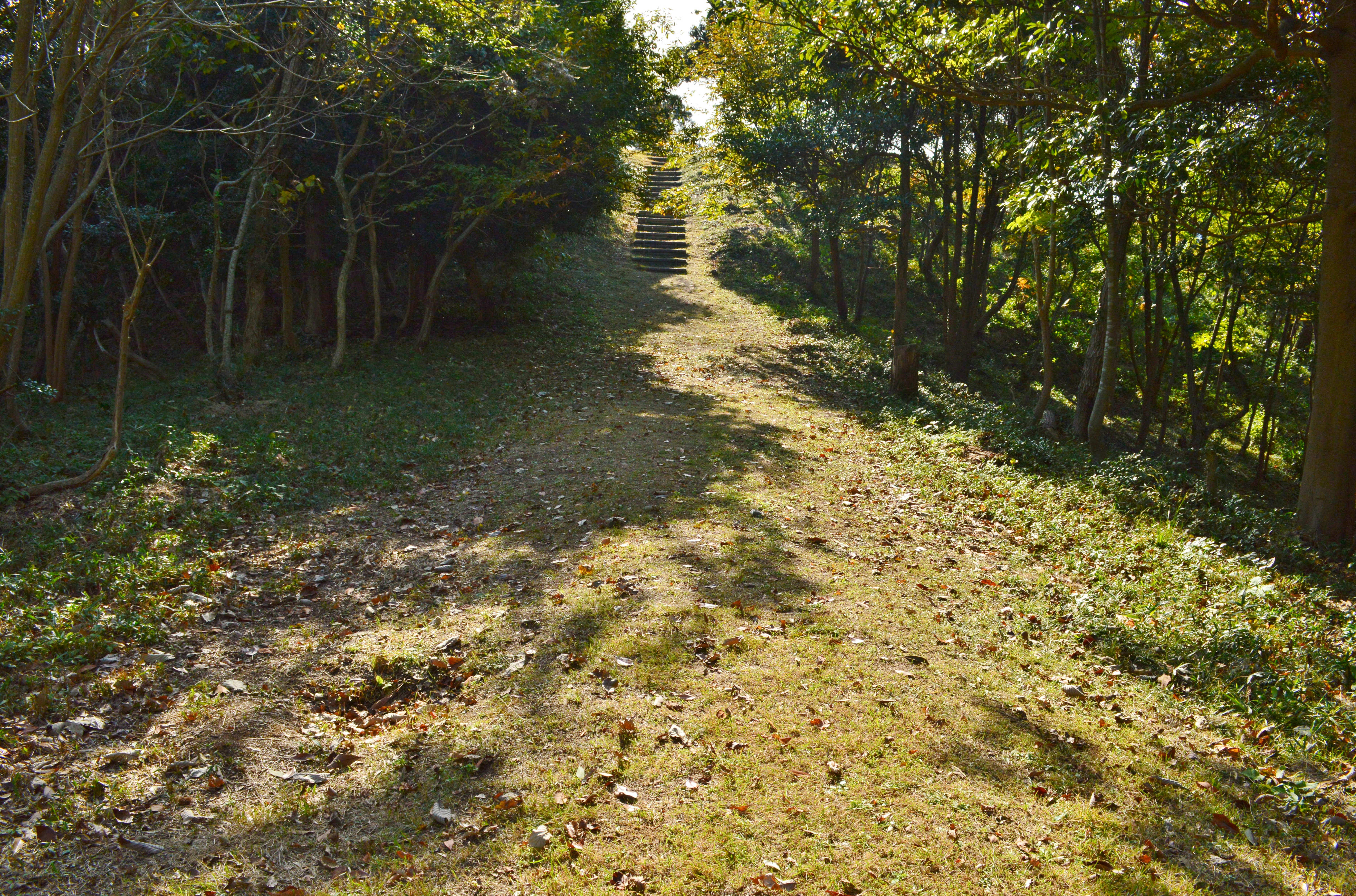
前方部から後円部を望む
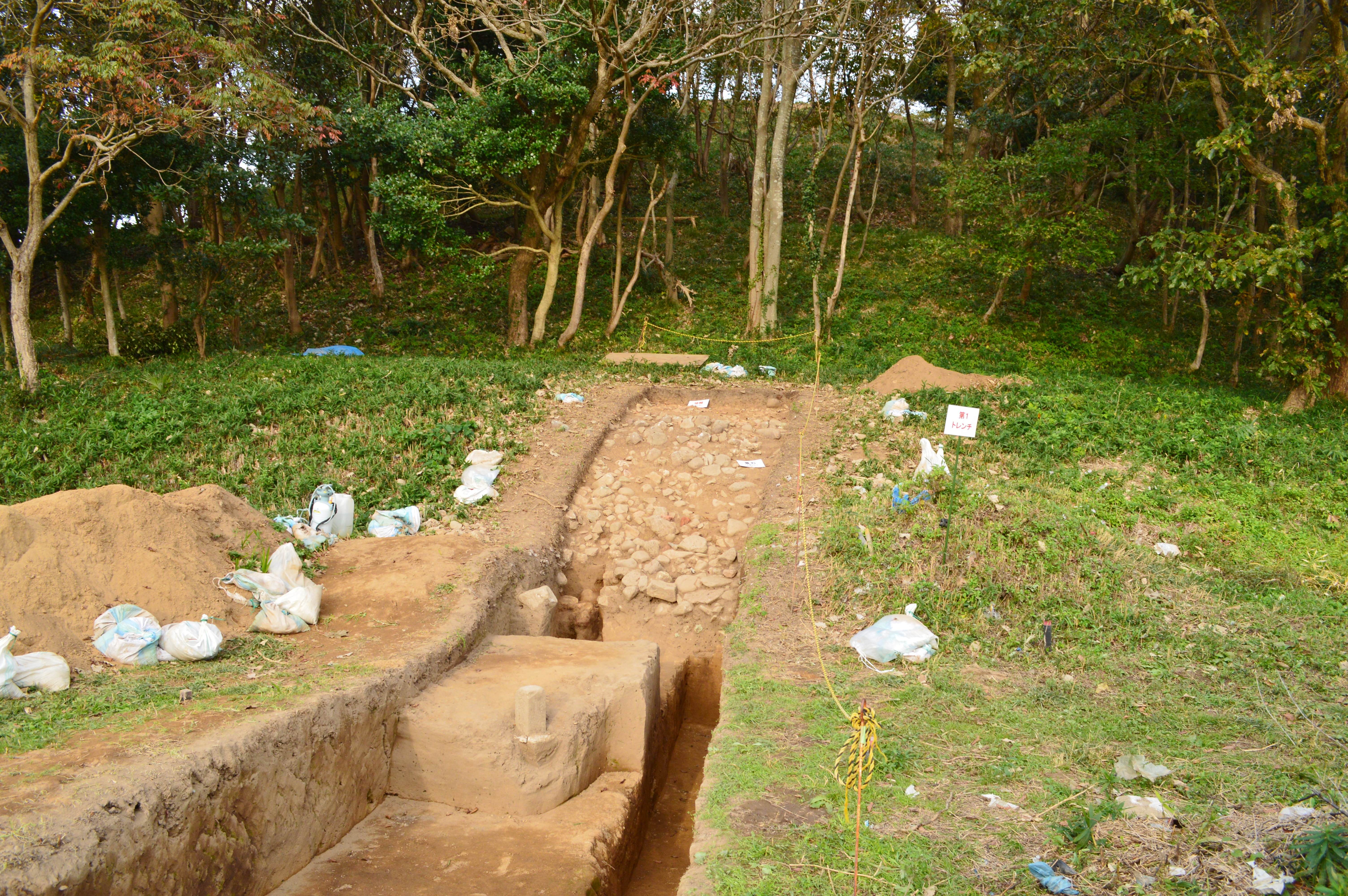
後円部墳丘裾から墳頂を望む 手前は2016年度発掘調査時のトレンチ。
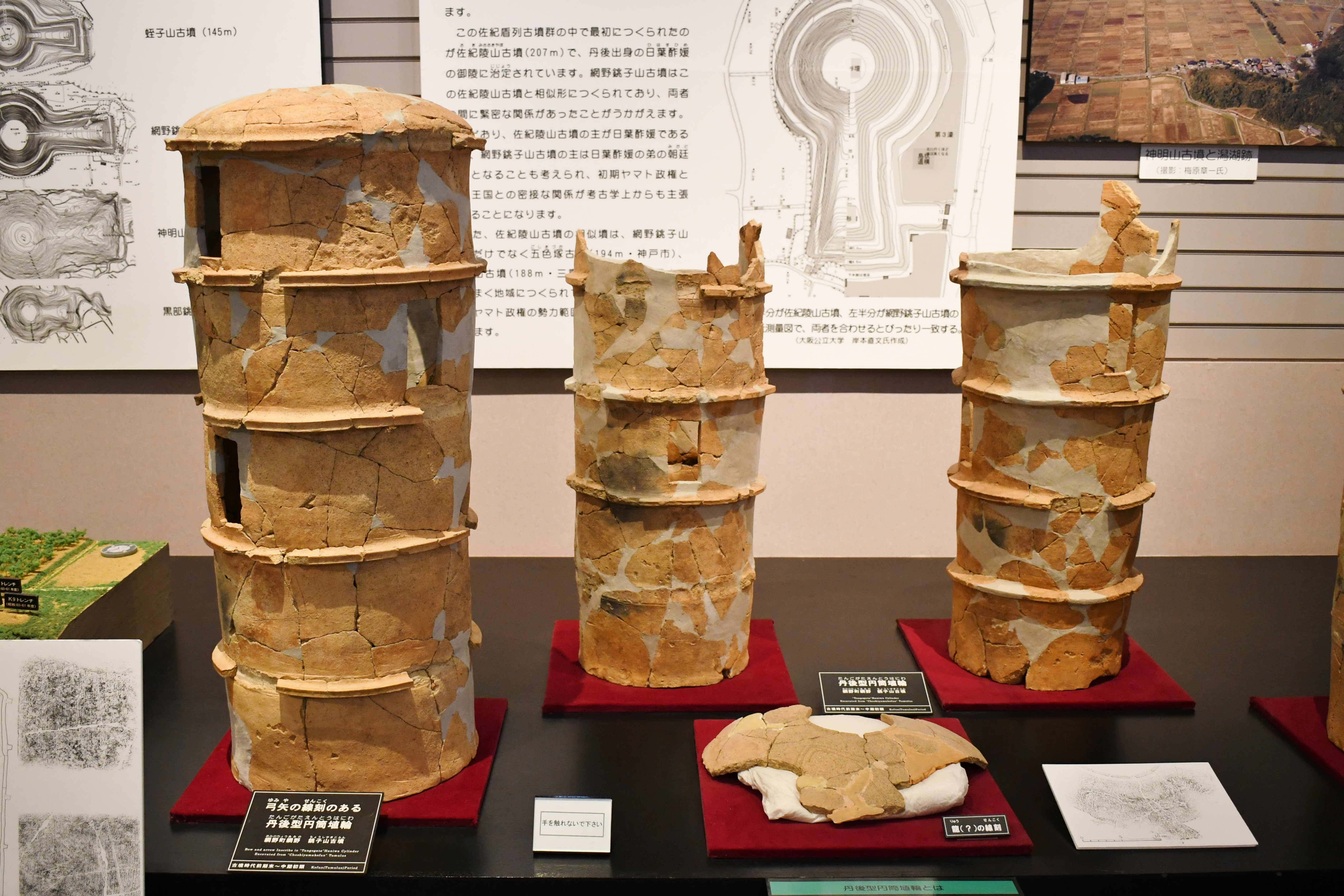
丹後型円筒埴輪 丹後古代の里資料館展示。

## 陪塚
網野銚子山古墳の周囲では、次の陪塚2基の築造が知られる。
- 小銚子古墳（北緯35度40分36.25秒 東経135度1分44.82秒 / 北緯35.6767361度 東経135.0291167度）
史跡「銚子山古墳 第一、二古墳」のうち「第一古墳」。網野銚子山古墳の墳丘主軸延長線上、南西側（後円部側）に位置する。円墳で、直径36メートル・高さ4.8メートルを測る。墳丘は2段築成。葺石・埴輪が認められている。埋葬施設は明らかでない[6][7]。
- 寛平法皇陵古墳（北緯35度40分44.31秒 東経135度1分51.04秒 / 北緯35.6789750度 東経135.0308444度）
史跡「銚子山古墳 第一、二古墳」のうち「第二古墳」。網野銚子山古墳の墳丘主軸延長線上、北東側（前方部側）に位置する。古墳名はかつて宇多天皇（寛平法皇）の廟所とする伝承があったことによる（古墳と時代は相違）。現在は墳丘上に祠が鎮座するほか、石組も巡らされ、大きく改変が加えられている。元々の墳形は明らかでない[7][4]。
本古墳については、江戸時代中期の『丹後州宮津府志』や『丹哥府志』において、「寛平法皇陵」の名称で埋葬施設・出土品に関する事柄が記載される[4]。これによれば、石櫃（石棺または石室か：石室であれば古墳時代後期-終末期で網野銚子山古墳と無関係[7]）があり、内部に石枕のほか大刀1点・陶器14-15点・勾玉が見えたため、埋め戻して祠を建てたという[4]。付近の本覚寺には、この寛平法皇陵古墳からの出土という凝灰岩製石枕が伝世されるが、文献とは大きさが異なるため、確実に本古墳からの出土かは明らかでない[4]。この石枕は京丹後市指定有形文化財に指定されている[15]。

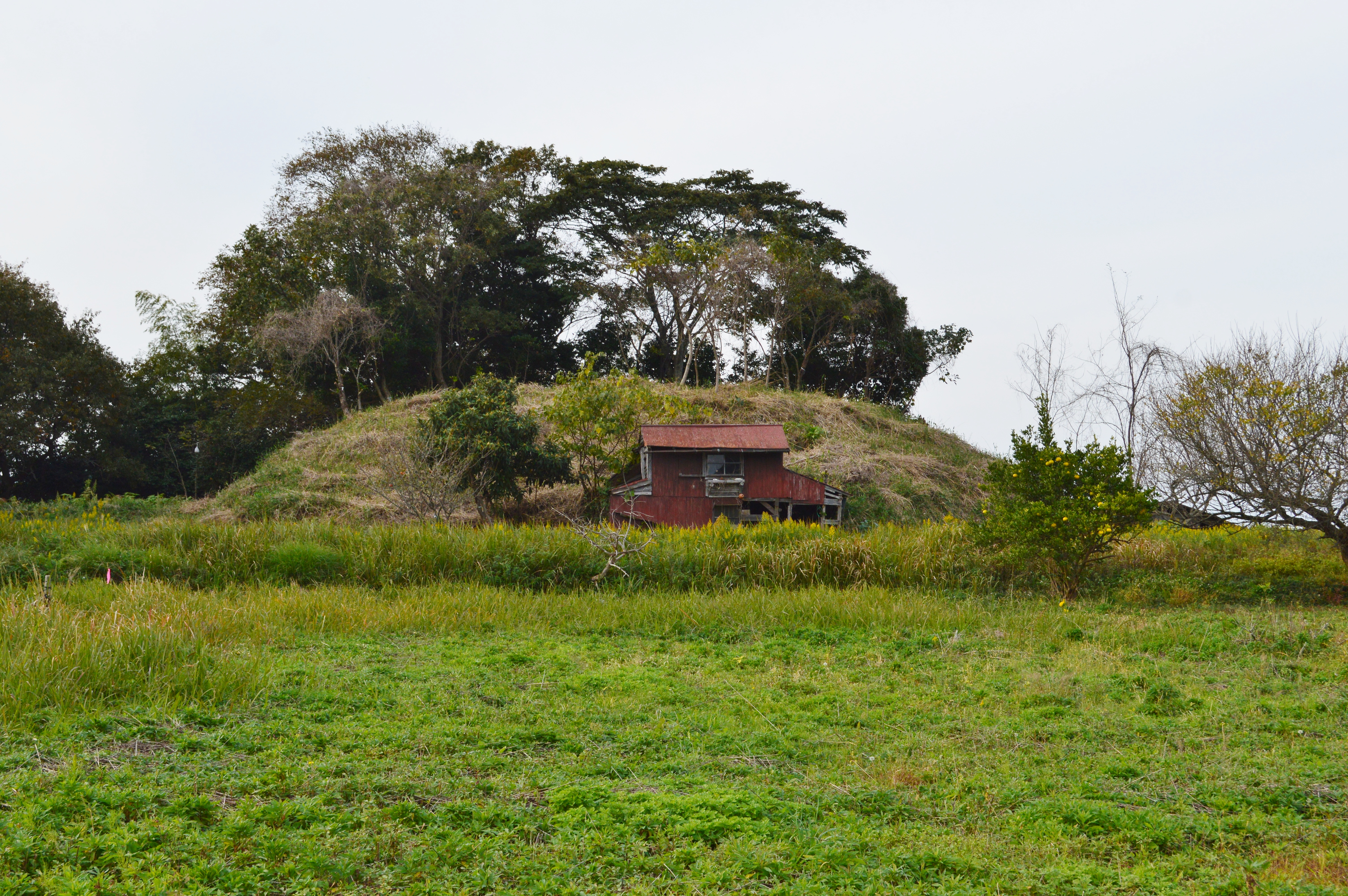
小銚子古墳
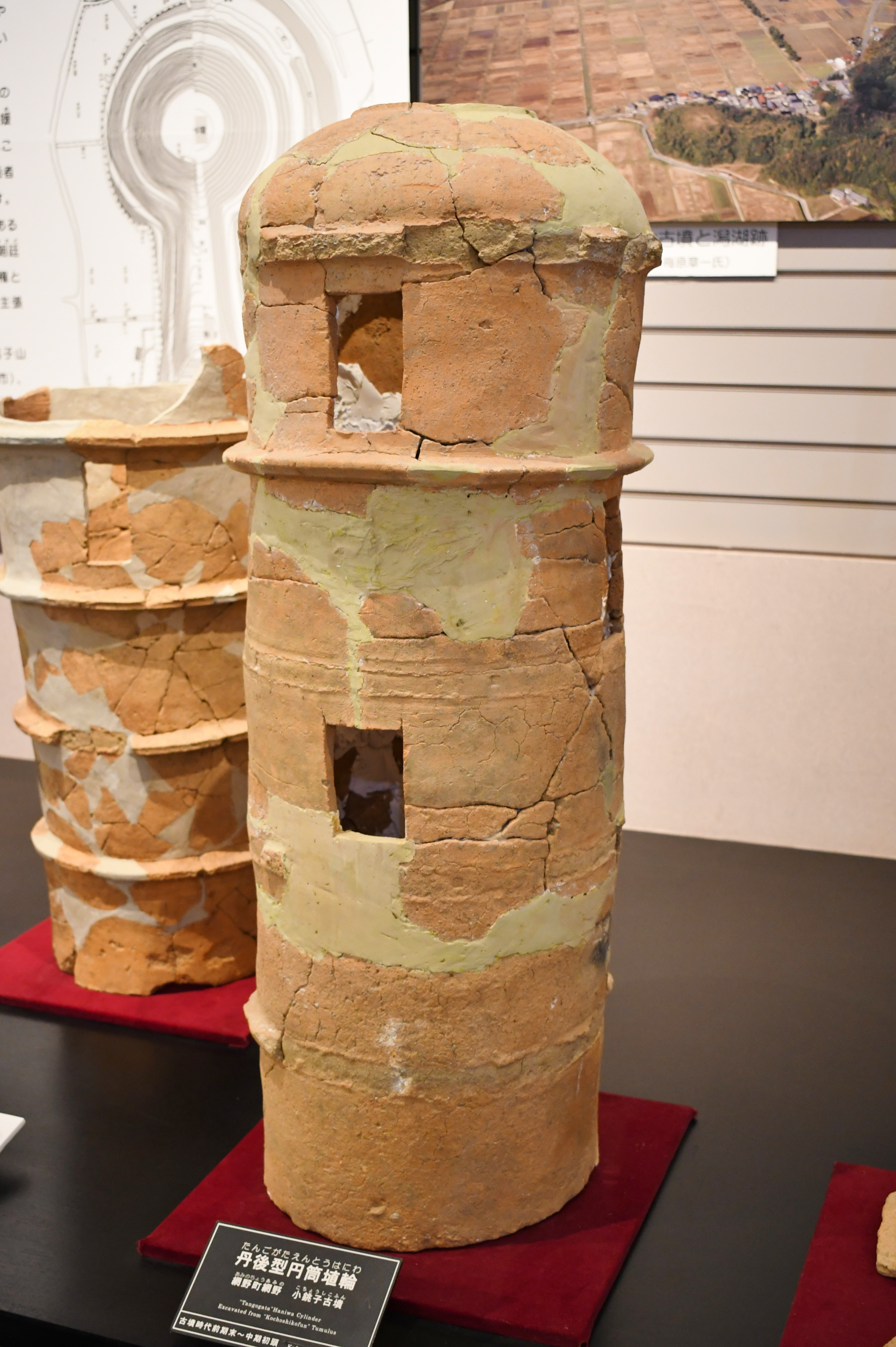
小銚子古墳 丹後型円筒埴輪 丹後古代の里資料館展示。
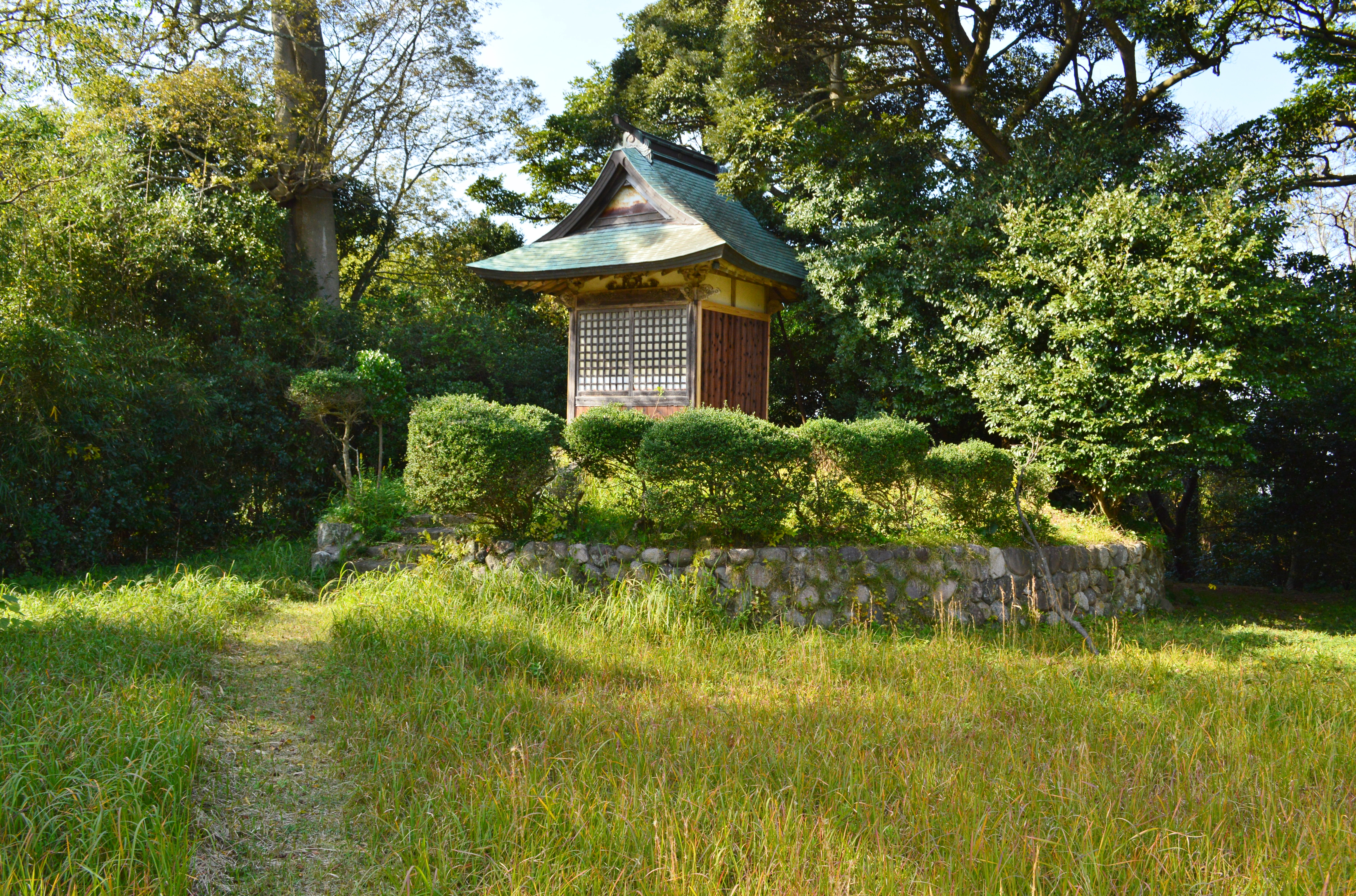
寛平法皇陵古墳

## 文化財

### 国の史跡
- 銚子山古墳　第一、二古墳 - 1922年（大正11年）3月8日指定、2011年（平成23年）9月21日に史跡範囲の追加指定[12]。

### 京丹後市指定文化財
- 有形文化財
  - 本覚寺寛平法皇塚出土の石枕（考古資料） - 所有者は本覚寺。1976年（昭和51年）3月1日指定[16]。

## 現地情報
所在地
- 京都府京丹後市網野町網野

交通アクセス

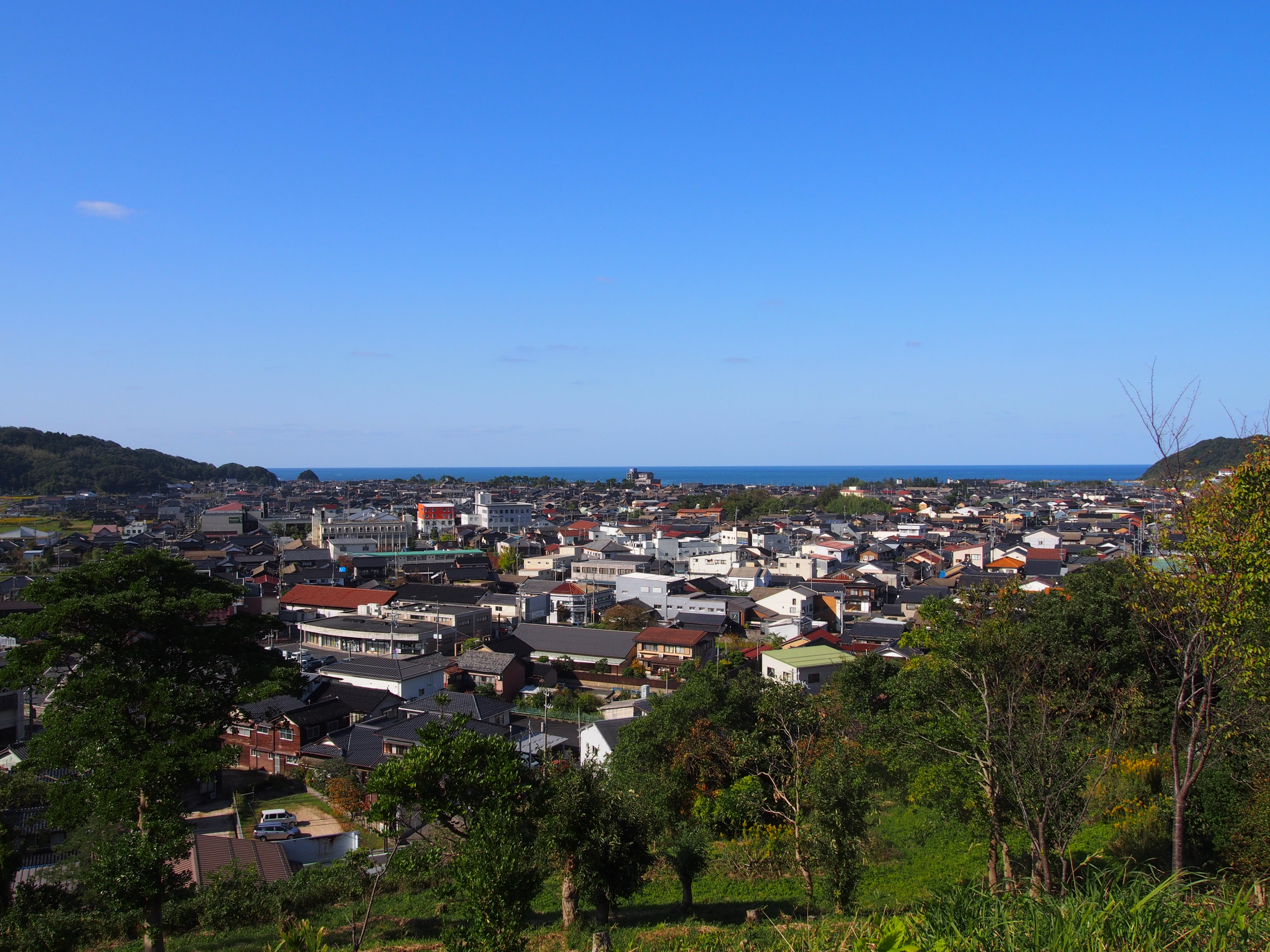
網野銚子山古墳から眺めた京丹後市網野の風景と日本海

- 網野駅（WILLER TRAINS（京都丹後鉄道）宮豊線）から
  - バス：丹後海陸交通バスで「網野」バス停下車（下車後徒歩約10分）
  - 徒歩：約20分

関連施設
- 京丹後市立丹後古代の里資料館（京丹後市丹後町宮） - 網野銚子山古墳の出土埴輪を保管・展示。

周辺
- 網野神社 - 式内社。旧社地伝承地が網野銚子山古墳付近に所在。

## 関連文献
（記事執筆に使用していない関連文献）
- 「銚子山古墳」『京都府史蹟勝地調査會報告』 第一冊、京都府、1919年。 - リンクは国立国会図書館デジタルコレクション。